# Elias Iltchenco
Elias Iltchenco (Vila Krivoi-Rogfoi, Kerson, Rússia, 13 de fevereiro de 1905 - Distrito de Erebango, Rio Grande do Sul, Brasil, 1982) foi um anarquista nascido na Ucrânia, que imigrou para o Brasil ainda criança com sua família, em grande parte camponeses pobres daquele país.
Elias chegou ao Brasil em 1909 com sua família, era católico ortodoxo e há indício de que fugiu da fome acometida na época no Leste Europeu. Como um anarquista convicto de seus ideais, foi hostilizado veementemente em Erebango, local em que residiam imigrantes italianos, sendo confundido com comunista, em virtude da origem russa.
Fez parte da comunidade livre de Erebango, formada por camponeses e anarquistas ucranianos e russos no Rio Grande do Sul. Era poliglota, tendo aprendido a falar português, espanhol, esperanto e russo em conjunto com os outros camponeses da comunidade de Erebango a partir da leitura de clássicos do anarquismo, bem como a partir de periódicos libertários obtidos via correspondência da comunidade com outros organismos anarquistas tanto no Brasil, quanto no exterior.
Envolveu-se desde jovem com o movimento anarco-sindicalista do campesinato, composto em sua maioria por russos exilados na América do Sul, que formavam uma rede considerável, principalmente entre o sul do Brasil, Argentina, México, Uruguai e Estados Unidos.
Erudito e autodidata, acumulou durante toda sua vida uma vasta biblioteca libertária com volumes raros, e periódicos vindos dos quatro continentes em diversos idiomas diferentes. Permanecendo toda sua vida em Erebango, seus esforços para com a causa libertária fazem dele um grande nome da história do anarquismo no Brasil.
Faleceu aos 77 anos de idade, deixando 11 filhos no Rio Grande do Sul. Já seu arquivo histórico acumulado ao longo de sua vida ficou aos cuidados do arquivista e historiador Edgar Rodrigues em 1982.
- História do anarquismo